# Patrik Klüft
Arne Patrik Klüft, nato Kristiansson (3 giugno 1977), è un ex astista svedese.
È il marito di Carolina Klüft.

## Palmarès

### Mondiali
- 1 medaglia:
  - 1 bronzo (Parigi 2003 nel salto con l'asta)

### Europei indoor
- 1 medaglia:
  - 1 argento (Vienna 2002 nel salto con l'asta)